# Spring (framework)
Pour les articles homonymes, voir Spring.
En informatique, Spring est un framework open source pour construire et définir l'infrastructure d'une application Java, dont il facilite le développement et les tests.
En 2004, Rod Johnson (en) a écrit le livre Expert One-on-One J2EE Design and Development qui explique les raisons de la création de Spring.

## Conteneur léger
Spring est considéré comme un conteneur dit « léger ». La raison de ce nommage est expliquée par Erik Gollot dans l’introduction du document Introduction au framework Spring.

« Spring est effectivement un conteneur dit « léger », c’est-à-dire une infrastructure similaire à un serveur d'applications J2EE. Il prend donc en charge la création d’objets et la mise en relation d’objets par l’intermédiaire d’un fichier de configuration qui décrit les objets à fabriquer et les relations de dépendances entre ces objets. Le gros avantage par rapport aux serveurs d’application est qu’avec Spring, les classes n’ont pas besoin d’implémenter une quelconque interface pour être prises en charge par le framework (au contraire des serveurs d'applications J2EE et des EJBs). C’est en ce sens que Spring est qualifié de conteneur « léger ». »

Spring s’appuie principalement sur l’intégration de trois concepts clés :
1. L’inversion de contrôle est assurée de deux façons différentes : la recherche de dépendances et l'injection de dépendances ;
2. La programmation orientée aspect ;
3. Une couche d’abstraction.

La couche d’abstraction permet d’intégrer d’autres frameworks et bibliothèques avec une plus grande facilité. Cela se fait par l’apport ou non de couches d’abstraction spécifiques à des frameworks particuliers. Il est ainsi possible d’intégrer un module d’envoi de mails plus facilement.
L’inversion de contrôle :
1. La recherche de dépendance : consiste pour un objet à interroger le conteneur, afin de trouver ses dépendances avec les autres objets. C’est un cas de fonctionnement similaire aux EJBs ;
2. L’injection de dépendances : cette injection peut être effectuée de trois manières possibles :
  - l’injection de dépendance via le constructeur,
  - l’injection de dépendance via les modificateurs (setters),
  - l’injection de dépendance via une interface.

Les deux premières sont les plus utilisées par Spring.
Ce framework, grâce à sa couche d’abstraction, ne concurrence pas d’autres frameworks dans une couche spécifique d’un modèle architectural Modèle-Vue-Contrôleur mais s’avère être un framework multi-couches pouvant s’insérer au niveau de toutes les couches ; modèle, vue et contrôleur. Ainsi il permet d’intégrer Hibernate ou iBATIS pour la couche de persistance ou encore Struts et JavaServer Faces pour la couche présentation.

## Composition de Spring

### Noyau de base
Le noyau de Spring est basé sur :
- une fabrique générique de composants informatiques, composants nommés beans (anglais de haricots, et dans le contexte Java de grain de café) ;
- un conteneur capable de stocker ces beans.

De plus, le noyau de Spring permet de forcer le contrôle de ces composants de leur extérieur, par la technique nommée inversion de contrôle.
Le principal avantage est de composer les beans de façon plus déclarative plutôt que de façon impérative dans le programme. Les beans peuvent être définis par le biais de fichiers de configuration en Java ou XML.

#### Exemple d'utilisation
Dans l'exemple ci-dessous, deux beans singletons sont définis. Le premier est un objet d'accès aux données pour des produits et on l'injecte dans le second qui est un gestionnaire de produits.
```
@Configuration

public
 
class
 
AppConfig
 
{

    
@Bean

    
public
 
ClientService
 
clientService
(
ClientDao
 
clientDao
)
 
{

        
ClientService
 
clientService
 
=
 
new
 
ClientServiceImpl
();

        
clientService
.
setClientDao
(
clientDao
);

        
return
 
clientService
;

    
}

    
@Bean

    
public
 
ClientDao
 
clientDao
()
 
{

        
return
 
new
 
ClientDaoImpl
();

    
}

}

```

Par exemple, lors d'une recherche, on demandera au conteneur Spring de fournir le gestionnaire de produits qui utilisera l'objet d'accès aux données.

### Compléments
Divers modules Spring Framework viennent en complément du noyau de base pour permettre l'intégration avec les autres bibliothèques et framework, notamment :
- Accès et intégration des données pour l'intégration de JDBC, des ORM, de la sérialisation des données, de JMS et des transactions ;
- AOP et instrumentation pour la programmation par aspects (AspectJ) ;
- Web pour la réalisation d'applications web avec les technologies Servlet et websocket ;
- Test pour l'intégration avec des frameworks de test comme JUnit ou TestNG.